# 普瑞斯納街

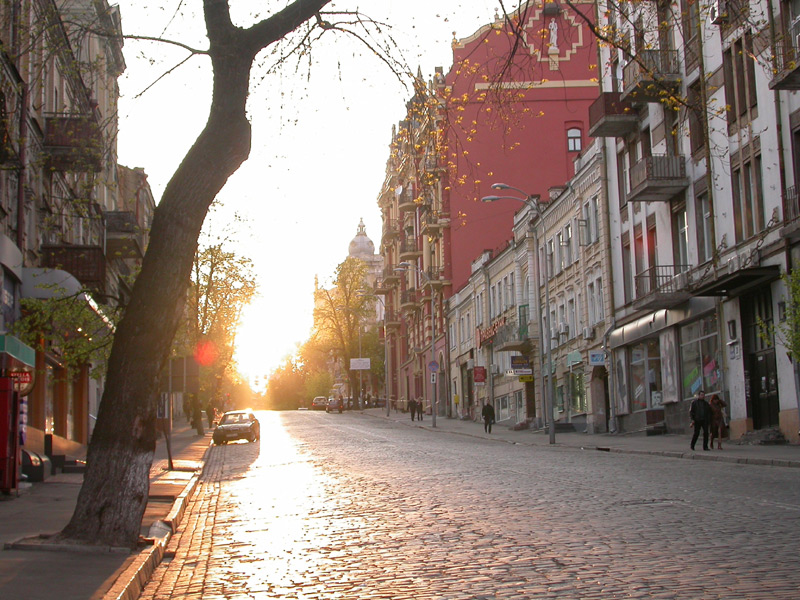
普瑞斯納街

普瑞斯納街（烏克蘭語：Вулиця Прорізна）是烏克蘭首都基輔市中心的一條街道。該街道首次出現在地圖是在1848年。在1919年至1950年期間，該街道以布爾什維克黨領導人之一的雅科夫·米哈伊洛維奇·斯維爾德洛夫命名。第二次世界大戰中，普瑞斯納街被毀，但在戰後得到修復。